# Geografisk databas
En geografisk databas är en databas som används för att lagra geodata, det vill säga spatiala strukturer och deras inbördes samband.
Att man skiljer på vanliga databaser och geografiska databaser beror på sättet att arbeta med data för att göra analyser. Geografiska analyser görs i geografiska informationssystem (GIS), där det finns möjlighet att ta reda på om en punkt ligger inom en yta och dylikt. För att göra detta bygger man upp topologier i de geografiska databaserna.